# Arthur McCashin
Arthur McCashin   (Larne, 5 de maig de 1909 - Falls Church, 24 de setembre de 1988) va ser un genet estatunidenc, guanyador d'una medalla olímpica.
El 1952 va prendre part en els Jocs Olímpics d'Estiu de Londres, on va disputar dues proves del programa d'hípica. En el concurs de salts per equips guanyà la medalla de bronze, mentre en el concurs de salts individual fou dotzè. En ambdues proves muntà el cavall Miss Budweiser.
Després de retirar-se passà a dissenyar curses d'equitació i durant molts anys va planificar el circuit National Horse Show de Nova York.